# ナガバノコウヤボウキ
ナガバノコウヤボウキ（長葉の高野箒、学名: Pertya glabrescens）は、キク科コウヤボウキ属の落葉性小低木 。

## 特徴
落葉広葉樹の小高木。地下茎は太い。根元から細く硬い枝を叢生し、高さは50 - 120センチメートル (cm) になる。高さはコウヤボウキと同じくらい。枝はよく分枝し、やや褐色で、まばらに短毛が生えるかまたは無毛。茎や枝は紫褐色を帯び、毛はない。冬芽（葉芽）は長卵形で淡褐色、枝に互生してつき、隆起した葉痕の上に乗っているように見える。春に葉が芽吹き、その後、枝につく葉の中央から花芽が膨らむ。
葉は、1年生の長枝につく葉と、前年枝の葉腋の短枝につく葉の2形態となる。1年生の枝につく葉は互生し、広披針形から卵形、広卵形で、長さ2 - 6 cm、幅1 - 3.5 cmになり、縁は微小な突起状の鋸歯がまばらにある。2年生の枝につく葉は短枝に3 - 6個が束生し、楕円形から長楕円形、狭長楕円形で、長さ2.2 - 8 cm、幅1 - 2.5 cmになり、縁は細鋸歯がある。葉に葉柄は無いかまたは短い葉柄があり、基部から出た3つの葉脈がやや目立つ。葉の両面は無毛かはまらに短毛が生え、表面はやや光沢があり、裏面は白色をおび、ときに裏面主脈上にまばらに毛が生じる。
花期は8 - 10月。頭状花序は2年生の枝の葉が束生した単枝の先に1個つき、上向きに開く。総苞は長さ12 - 18ミリメートル (mm) になる円柱形で、総苞片は7列あり、覆瓦状に重なって並ぶ。小花は両性の筒状花のみからなり、長さは15 - 18 mmになり、白色の花冠が5深裂し、裂片は線形でねじれる。頭花あたり5 - 7個の小花がつく。果実は長さ7 mmになる痩果でまばらに短毛があり、淡褐色の長さ10 mmになる冠毛がある。

## 分布と生育環境
本州（宮城県以南）、四国、九州・対馬に分布し、やや乾燥した山林の疎林の下に生育する。蛇紋岩地に多い。世界では中国大陸南東部に分布する。

## 名前の由来
和名ナガバノコウヤボウキは、「長葉高野箒」の意で、同属のコウヤボウキと比較すると、花枝につく葉が長いことによる。しかし、それぞれを1年生と2年生の枝で比べると、必ずしもナガバノコウヤボウキの方が長いとは限らない。中国名は、長花帚菊。
学名の種小名 glabrescens は、「やや無毛の」の意味。

## 下位分類
外部形態に変異が大きく、次のように種内分類群が区別されたことがあるが、区別は難しい。
- カワチコウヤボウキ var. viridis Nakai
- ウチダシナガバノコウヤボウキ var. impressa Honda
- ベニナガバノコウヤボウキ f. rubra Masamune et Satomi

## ギャラリー
- 頭花は束生した葉の中央に上向きに単生する。葉は3脈が目立つ。
- 枝はよく分枝し、2年生の枝につく頭花。
- 1年生の枝。